# Landelijk kampioenschap amateurvoetbal 2005/06
In het landelijk amateurkampioenschap voetbal van 2005/06 maakten de zes Hoofdklassekampioenen uit wie zich de beste amateurclub van het land mag noemen. De kampioenen van de Zaterdag Hoofdklasse A, B en C spelen in een competitie van 4 speelronden, net als de kampioenen van de Zondag Hoofdklasse A, B en C. In de strijd voor de landstitel speelden het Amsterdamse Türkiyemspor en het Spakenburgse IJsselmeervogels. Eerstgenoemde won in Spakenburg met 1-2. In Amsterdam stelde IJsselmeervogels orde op zaken door met 0-3 te winnen en daarmee hun vijfde landstitel op te eisen.

## Kampioenschap Zaterdag

### Teams
| Klasse | Club             |
| ------ | ---------------- |
| A      | Rijnsburgse Boys |
| B      | IJsselmeervogels |
| C      | ONS Sneek        |

### Eindstand
| # | Club             | Ges | W | G | V | Pnt | DV | DT | DS |
| - | ---------------- | --- | - | - | - | --- | -- | -- | -- |
| 1 | IJsselmeervogels | 4   | 1 | 3 | 0 | 6   | 6  | 4  | +2 |
| 2 | Rijnsburgse Boys | 4   | 1 | 3 | 0 | 6   | 6  | 4  | +2 |
| 3 | ONS Sneek        | 4   | 0 | 2 | 2 | 2   | 6  | 10 | −4 |

Na de eerste drie wedstrijden werden penalty's genomen. Dit omdat clubs op gelijk aantal punten en doelsaldo kunnen komen. IJsselmeervogels deed dit het best en is daardoor landskampioen Zaterdag

## Kampioenschap Zondag

### Teams
| Klasse | Club           |
| ------ | -------------- |
| A      | Türkiyemspor   |
| B      | RKSV Schijndel |
| C      | Achilles '29   |

### Eindstand
| # | Club           | Ges | W | G | V | Pnt | DV | DT | DS |
| - | -------------- | --- | - | - | - | --- | -- | -- | -- |
| 1 | Türkiyemspor   | 4   | 2 | 1 | 1 | 7   | 11 | 8  | +3 |
| 2 | Achilles '29   | 4   | 2 | 1 | 1 | 7   | 7  | 5  | +2 |
| 3 | RKSV Schijndel | 4   | 1 | 0 | 3 | 3   | 6  | 11 | −5 |

## Algeheel kampioenschap
| 9 juni 2006      |     |              |
| IJsselmeervogels | 1-2 | Türkiyemspor |

| 16 juni 2006 |     |                  |
| Türkiyemspor | 0-3 | IJsselmeervogels |

|                           |
| Kampioen IJsselmeervogels |

1983/84 · 1984/85 · 1985/86 · 1986/87 · 1987/88 · 1988/89 · 1989/90 · 1990/91 · 1991/92 · 1992/93 · 1993/94 · 1994/95 · 1995/96 · 1996/97 · 1997/98 · 1998/99 · 1999/00 · 2000/01 · 2001/02 · 2002/03 · 2003/04 · 2004/05 · 2005/06 · 2006/07 · 2007/08 · 2008/09 · 2009/10 · 2010/11 · 2011/12 · 2012/13 · 2013/14 · 2014/15 · 2015/16